# 安田駅 (高知県)
安田駅（やすだえき）は、高知県安芸郡安田町西島にある、土佐くろしお鉄道（TKT）ごめん・なはり線の駅である。駅番号はGN23。

## 歴史
- 2002年（平成14年）7月1日：土佐くろしお鉄道ごめん・なはり線の駅として開設。

## 駅構造
線路南側に単式ホーム1面1線を有する高架駅。

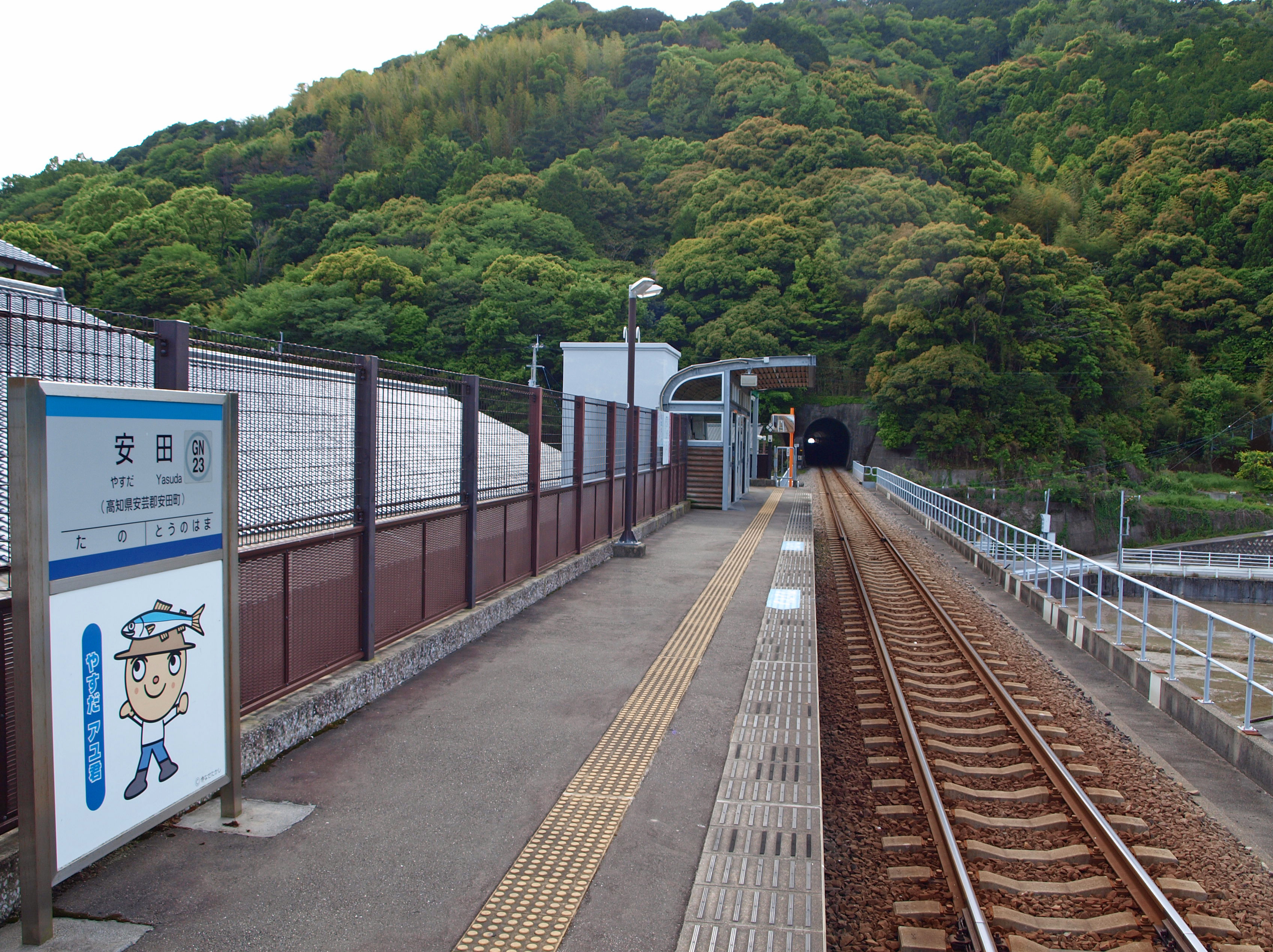
ホームより安芸方面を望む

無人駅。地上とホーム間を連絡するエレベーターが設置されている。

## 駅周辺
駅前には物産店（鮎の里ゆうすい）や戦没者慰霊碑等がある。周囲は田園風景が広がっている。
- 安田町役場
- 安田町立安田小学校
- 安田町立安田中学校
- 高知県道12号安田東洋線
- 安田川
- 大心劇場

## バス路線
「安田中学校前」停留所が最寄であるが、自由乗降区間のためバスに向かって手を挙げて乗車出来る。
- 高知東部交通
  - 安芸駅・安芸営業所方面
  - 馬路・魚梁瀬方面（便数は平日・土曜4本、休日3本となっている）

## イメージキャラクター

やすだ アユ君

名称は「やすだ アユ君」。安田川の鮎に因んでおり、鮎を頭に乗せた釣り人風キャラクターである。
このキャラクターのモニュメントは西側道路沿い付近に設置されている。
当初の原案ではホタルをモチーフにした「やすだホタル君」であったが、「ややイメージが異なる」と沿線首長らの声を受けて現在のキャラクターに変更された。

## 隣の駅
土佐くろしお鉄道
■ごめん・なはり線
唐浜駅 (GN24) - 安田駅 (GN23) - 田野駅 (GN22)